# Nicolau Caetano de Bettencourt Pitta
Nicolau Caetano de Bettencourt Pita (Funchal, 6 de dezembro de 1790 — Angra do Heroísmo, 20 de maio de 1857) foi um médico militar e político, introdutor da imprensa na ilha da Madeira.

## Biografia
Fez os primeiros estudos no Funchal, ilha da Madeira matriculando-se em 1807 no curso de Medicina da Universidade de Edimburgo, onde recebeu o grau de Doutor em Medicina no ano de 1812. Termindo o cursos, regressou ao Funchal, sendo autorizado a exercer Medicina por carta de 8 de março de 1814.
Tendo aderido às ideias do liberalismo, envolveu-se na política do vintismo e teve papel relevante nos acontecimentos que se desenvolveram na ilha da Madeira entre 1820 e 1823. No Funchal, foi o redactor do semanário político Patriota Funchalense (1821), tendo introduzido na ilha a imprensa.
Restabelecido o absolutismo em 1823 foi julgado por uma alçada enviada à Madeira para punir os liberais, sendo condenado ao desterro e deportado para a ilha Terceira, nos Açores, onde chegou em dezembro desse ano de 1823. Fixou-se em Angra como médico, passando a dar assistência às tropas aquarteladas na Fortaleza de São João Baptista. Na sequência desse trabalho, foi nomeado médico do Hospital Militar da Boa Nova, sendo em 1827 graduado em major médico.
Quando ocorreu a revolta liberal de 22 de Junho de 1828 na cidade de Angra foi um dos aderentes, sendo signatário do auto de aclamação de D. Maria II. Em plena Guerra Civil Portuguesa, D. Pedro IV nomeou-o, em 1832, médico do Exército. No ano seguinte delegado do físico-mor e em 1837 delegado do conselho de saúde pública.
Na Terceira foi redactor de O Liberal (1835) e de O Angrense, jornal da esquerda liberal ligado ao Partido Progressista. Exerceu diversos cargos públicos, entre os quais o de vereador da Câmara Municipal de Angra do Heroísmo, de conselheiro de distrito e de procurador à Junta Geral do Distrito Autónomo de Angra do Heroísmo.
Pertenceu a diversas sociedades científicas, entre as quais a Real Sociedade Física de Edimburgo, a que presidiu em 1811, e a Sociedade de História Natural. Foi sócio correspondente da Sociedade das Ciências Médicas de Lisboa. Filiado na Maçonaria fez imprimir no Funchal a Constituição Maçónica (1823). Foi agraciado com o grau de cavaleiro da Ordem de Cristo.
Foi pai de Manuel Nicolau Bettencourt Pitta, médico e lente da Escola Médico-Cirúrgica de Lisboa.